# Przełamanie tekstu
Przełamanie tekstu, także przełamanie kolumny – wprowadzenie zasadniczych zmian w układzie strony w momencie, gdy jest już ona w programie do składu publikacji rozrysowana z makiety, gotowa i ew. czeka na naniesienie końcowej korekty. Przełamanie tekstu może być spowodowane zmianą położenia i wielkości zdjęcia, dodaniem ilustracji, wymianą tekstu na nowszą wersję, zmianą ilości łamów itp.
Gotowa kolumna rozrysowana z makiety zawiera tekst, który rzadko kiedy jest poprawnie złożony jedynie za pomocą automatycznych narzędzi. Aby tekst wyglądał naprawdę porządnie i poprawnie, niezbędne jest jeszcze ręczne poprawienie szczegółów. W przypadku przełamania kolumny, czyli zasadniczych zmian w wyglądzie strony, praktycznie cały tekst należy od początku układać, tak więc przełamanie jest czynnością znacznie bardziej zaawansowaną i pracochłonną niż naniesienie korekty. W skrajnych sytuacjach klient musi za przełamywanie materiału płacić wynagrodzenie, jak za dodatkową pracę operatora/studia.
Rolą osoby przygotowującej materiały dla studia, czyli projektującej makiety (robi to zwykle redaktor techniczny lub grafik redakcyjny) jest takie zaprojektowanie stron, aby uniknąć ich późniejszego przełamywania (drobne zmiany w układzie stron są rzeczą normalną).